# 野田尻宿
野田尻宿（のたじりじゅく）は、旧甲州街道の宿場の一つ。日本橋から数えて20番目の宿場。山梨県上野原市にある。
上野原市は山梨県東部の郡内地方に位置し、東は神奈川県（相模国）に接する。郡内地方は大部分を急峻な山地が占める地域であるが中世から武蔵国・関東方面に通じる交通路が存在し、江戸時代には甲州道中が整備される。甲州道中は鶴川、仲間川に沿いながら横断し、江戸から発して同道中の甲斐国の初宿である上野原とともに、鶴川宿、野田尻宿、犬目宿の各宿が設けられた。
1713年（正徳3年）集落が形成される。1842年（天保14年）には、本陣1軒、脇本陣1軒、旅籠は大2軒、中3軒、小4軒からなる小規模な宿場町であった。万屋、蔦屋、中田屋、鶴屋、紺屋、酒屋といった当時の屋号を今も残す。本陣跡は明治19年の大火で焼失した。現在も開発されず落ち着いたたたずまいを見せる。上野原宿からは、野田尻宿を経て犬目宿へ至る。

## 作品の舞台
- 猫町紀行（つげ義春） - 1982年（昭和57年）2月に三輪舎より発表された随筆。作中に野田尻宿が登場する。31ページからなる豆本として発売された[4]。

## 交通アクセス
- 中央道野田尻バス停。
- 犬目宿からは約2km。